# Blaster (Star Wars)

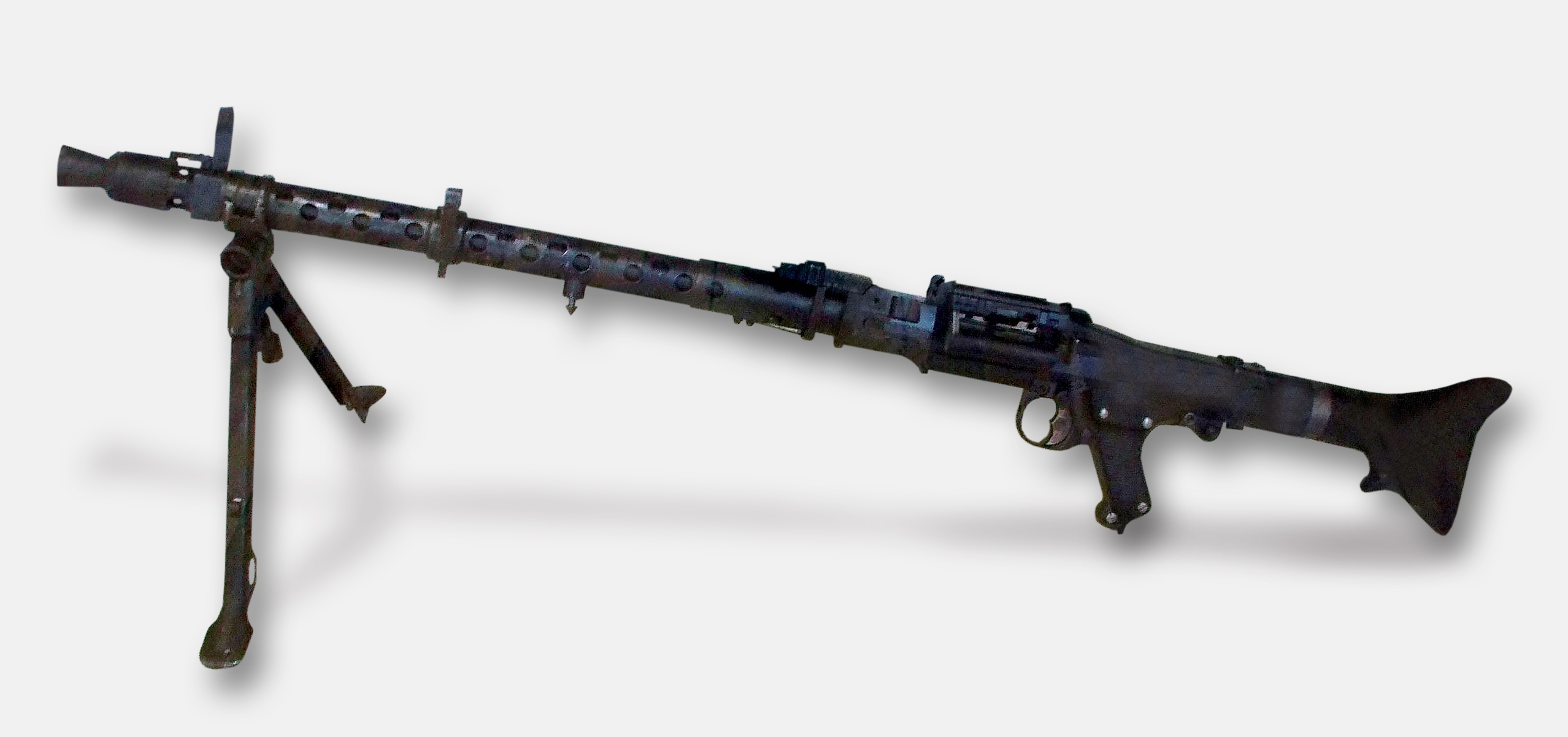
Mitrailleuse allemande Maschinengewehr 34, qui a inspiré le blaster DC-15A des soldats clones.

Pour le ver informatique, voir Blaster.
Dans l'univers de Star Wars, le blaster est une arme à énergie. La plupart des blasters font écho à des armes à feu du monde réel par leur apparence, leur utilisation, leurs composants et leur usage. 

## Quelques types de blaster
Les soldats clones utilisaient divers blasters :
- le fusil laser DC-15, longue portée, permet 500 tirs[1].
- le blaster DC-15A, plus petit mais de moindre portée, permet aussi 500 tirs[1].
- le blaster DC-15S sert aux pilotes[2].
- le pistolaser DC-17, pour les combats rapprochés, permet seulement 50 tirs[1].
- le blaster à étincelles DN sert aux pilotes[2].

Leurs ennemis droïdes de combat utilisent quant à eux un fusil blaster E-5 alors que leurs remplaçants stormtroopers utilisent un fusil blaster E-11.
Le contrebandier Han Solo préfère le pistolaser DL-44. Le chasseur de primes 4-LOM agit avec un fusil à concussion Blastech W-90 tandis que son homologue Boba Fett s'arme d'un fusil blaster EE-3, son « père » Jango Fett utilisant un WESTAR-34. Il a notamment engagé la chasseuse de primes Zam Wesell, équipée d'un blaster KYD-21. Le Jedi et rebelle Kanan Jarrus possède un DL-18 qui tire jusqu'à 100 coups. Son padawan Ezra Bridger utilise un sabre laser-blaster et la Mandalorienne Sabine Wren combat quant à elle avec deux blasters WESTAR-35 modifiés artistiquement.

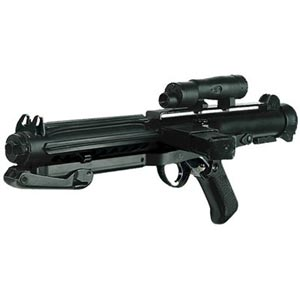
Blaster E-11 des stormtroopers, inspiré du pistolet-mitrailleur Sterling L2A3.

## Impact culturel
En 2013, l'un des blasters de Han Solo utilisé dans Star Wars, épisode VI : Le Retour du Jedi a été mis aux enchères. Cet objet emblématique de l'univers est souvent reproduit dans le cadre de cosplays. De nombreux jouets blasters ont été vendus en tant que produits dérivés. La société Lego leur a notamment consacré plusieurs pièces.